# Corretor de seguros
Corretor de seguros é um profissional do ramo securitário certificado, no Brasil, pela Escola de Negócios e Seguros e com registro na SUSEP (Superintendência de Seguros Privados). Pode atuar como autônomo, pessoa física, quanto com uma pessoa jurídica, em uma corretora de seguros, e seu trabalho é analisar os custo e benefícios relacionados à situação do segurado, indicar o produto mais adequado às suas necessidades, e mediar a relação entre a seguradora. Sua regulamentação teve início no Brasil pela Lei nº 4.594, DE 29 DE DEZEMBRO DE 1964.

## Função
Interagir, intermediar, administrar contratos de seguro e, acima de tudo, defender os direitos dos segurados e proporcioná-los maior segurança e eficácia, tanto na contratação quanto na utilização de uma apólice de seguro. 
É um agente (legalmente autorizado) que intermedia a relação entre segurado e seguradora, sempre orientando, esclarecendo, elucidando ao segurado seus direitos e obrigações em determinados contratos de seguro. 
Também age como consultor de riscos, analisando e identificando necessidades do consumidor para posteriormente encontrar, através de uma apólice de seguro, uma solução viável que traga segurança e tranquilidade. 
Promove e dissemina na sociedade a cultura do seguro, espalhando informação e fazendo com que as pessoas saibam o quanto as companhias de seguros sugam do consumidor e o quanto estes são na maioria das vezes lesados por seus seguradores. O que corretor de seguros atua em diversos segmentos, como: seguro automóvel, fiança, condomínio e outros.[carece de fontes?]

## Remuneração
O corretor recebe uma comissão (uma porcentagem) do valor do prêmio pago pelo segurado, incluída no preço do seguro. O corretor tem o dever legal de prestar um bom atendimento e estar disponível quando o cliente necessitar de informações e auxílio. 

## História
A profissão surgiu em 1578, em Portugal, com o papel de intermediar as relações entre segurados e seguradoras. Nenhum seguro seria válido sem a interveniência do corretor. A função diferenciava-se do escrivão de seguros, por ser custeada pelos segurados, o que garantia ao corretor um rendimento aproximadamente cinco vezes maior que o de um escrivão. O cargo de corretor era considerado propriedade pessoal e transferível.

## Legislação básica no Brasil
A presente lista encontra-se atualizada até o ano de 2015:
1. Lei nº 4.594/1964
2. Decreto-Lei nº 73/1966
3. Resolução CNSP nº 249/2012
4. Circular SUSEP nº 510/2015[4]